# الاینس گلوبال
الاینس گلوبال (انگلیسی: Alliance Global) شرکت هلدینگ فیلیپینی است، که در سال ۱۹۹۳ تأسیس شد.